# El Negro Álvarez (humorista)
Carlos Alberto Álvarez (Villa Dolores; 30 de septiembre de 1945), popularmente conocido como El Negro Álvarez, es un humorista y actor argentino, nacido en la provincia de Córdoba.

## Estilo de humor
Su estilo de humor cordobés se caracteriza por ser muy popular. Es compositor de canciones humorísticas y cuentos con los que realiza largos shows en festivales y eventos de todo tipo. Como todo actor cómico se ha destacado en espectáculos teatrales en Buenos Aires, Córdoba, Mar del Plata y todo el interior de la Argentina, junto con Nito Artaza, Moria Casán, Cacho Buenaventura, entre otros.

## Trabajos realizados

### Televisión
| Año       | Programa                                                              | Canal   |
| --------- | --------------------------------------------------------------------- | ------- |
| 1993      | Peor es nada (invitado en el especial Martín Fierrazo)                | eltrece |
| 1998-2003 | Videomatch (invitado en varias ocasiones al segmento Show del Chiste) | Telefe  |
| 2015      | Showmatch                                                             | eltrece |
| 2018      | Pasado de Copas:Drunk History                                         | Telefe  |

### Cine
- La herencia del tío Pepe (1998)
- Todo Sobre el Asado (2016)

### Teatro
- Sobras de arte (2000-2001; 2013-2014)
- Los Mostros
- El negro que es Álvarez
- Los locos Grimaldi (junto a Georgina Barbarossa, Rodolfo Ranni, Miguel Ángel Rodríguez, Dorys del Valle y Victorio D'alessandro)
- Bendito tu eres (junto a Cecilia Milone y Sabrina Ravelli)
- Mortal (junto a Mónica Farro)
- Que picante!
- Bailando les doy sueño

### Discografía
- 1975: "Duo Argentino (Negro Álvarez / José Romero)" - EMI ODEON
- 1981: "Las historias del Negro Álvarez - El mostro cordobés" - RCA
- 1982: "Las historias del Negro Álvarez - El cuento contado para Ud." - CBS
- 1983: "Humor al Portador" - CBS
- 1985: "Contando y Cantando" - MICROFON ARGENTINA¨
- 1986: "El Mostro 87" - MICROFON ARGENTINA
- 1986: "A puro cuento - Éxitos de oro Vol.1" - MICROFON ARGENTINA
- ????: "Los 20 Super Éxitos de El Negro Älvarez"
- 1987: "El Mostro y Los Hilachentos" - MICROFON ARGENTINA
- 1988: "Mostro Pop" - MICROFON ARGENTINA
- 1988: "Mostro 88" - MICROFON ARGENTINA
- 1988: "Frente a frente" (El Negro Álvarez / Cacho Buenaventura) - MICROFON ARGENTINA
- 1989: "Cuarteteando con el mostro" - MUSICA & MARKETING S.A.
- 1990: "Buscado" - EPSA MUSIC
- 1991: "Y quen soy io" - EPSA MUSIC
- 1992: "Hay humores que matan" - EPSA MUSIC
- 1993: "Cuenteando" - MUSICA & MARKETING S.A.
- 1994: "Don Abraham" - GLD DISTRIBUIDORA S.A.
- 1995: "Canciones para niños" - MUSICA & MARKETING S.A.
- 1997: "Grandes sucesos" - SONY MUSIC
- 1997: "Cosas de Negro" - MUSICA & MARKETING S.A.
- 2000: "Casi un clásico" - EPSA MUSIC
- 2001: "El humor cordobés con El Negro Álvarez y Cacho Buenaventura" - MUSICA & MARKETING S.A.
- 2003: "Pasa la vida (cuentos y cantos)" - GLD DISTRIBUIDORA S.A.
- 2005: "Essuberante" - UTOPIA
- ????: "El Negro Álvarez Volumen 2" - PROEL MUSIC
- 2006: "Campeón del humor" - PROEL MUSIC
- ????: "Ídolo del humor cordobés - Volumen 3" - PROEL MUSIC
- 2006: "A puro cuento - Éxitos de oro Volumen 1" - SONY/BMG
- 2006: "A puro cuento - Éxitos de oro Volumen 2" - SONY/BMG
- 2007: "Con esa cara ´e Bolu" - UTOPIA
- 2007: "El As del Humor"
- 2008: Recuerdos (2008) - UTOPIA
- 2008: "Córdoba cuenta, canta y baila" (Los 4 de Córdoba / El Negro Álvarez) - UTOPIA
- 2008: "Cosas de brujas" - DISTRIBUIDORA BELGRANO NORTE
- 2011: "El Negro y sus cometas lo pior del Rock Nacional" - UTOPIA
- 2013: "Cuento y canto" - UTOPIA